# 采石矶
采石矶位于中国安徽省马鞍山市西部的长江東岸，三国时更名采石矶；原名牛渚矶，为牛渚矶凸出长江而成。該處江面狭窄，形势险要，自古为江防重地，南宋绍兴三十一年（1161年）江淮參軍虞允文大败金兵於此，史称采石之戰。
相传为唐朝诗人李白酒醉捉月溺死处。許多人前去弔唁李白，其中不乏好事者在附近的石壁上題詩以讚頌李白。明朝文學家梅之煥遊山玩水時正好經過該處，見石壁上好事者們所寫的詩詞之後，連聲嘆氣，在石壁空白之處題上了《采石江邊》一詩：｢采石江邊一抔土，李白之名高千古！來來往往一首詩，魯班門前弄大斧！｣，用來諷刺這些功力不到家的好事者。
采石矶有太白楼、三元洞、联壁台等古迹；亦为“长江三矶之首”（另二處為燕子矶與城陵矶）。采石矶以“翠螺浮大江”的山岳型自然景观为特色，为国家重点风景名胜区、国家5A级旅游景区。

## 參看
- 采石之战